# Brána (časopis)
Brána je ilustrovaný magazín vydávaný měsíčně Církví bratrskou. Předchůdce dnešního měsíčníku Brána se od roku 1925 do roku 1951 jmenoval Českobratrská rodina, od 1969 do 2001 Bratrská rodina, mezi lety 2001 až 2005 CB 2000 s podtitulem Bratrská rodina. Od roku 2006 vychází pod novým názvem, který je vlastně i zkratkou názvu původního. Navazuje na časopisy Betánie (1883-1920) (vyd. Kostomlatský), Mladý křesťan (1893-1915) (vyd. Kř. spolek mladíků) a Českobratrská rodina (1919-1923) (vyd. Gayer). 

## Obsah
Vydavatelé časopisu se, podle svých slov, snaží připravovat moderní křesťanský časopis s přehledným designem prezentující biblickou zvěst o Ježíši Kristu. Obsahově chce překvapit multigeneračním zaměřením s denominačním přesahem, předkládat k diskusi široké spektrum názorů, pevná stanoviska církve a vést se čtenáři dialog.  Snaží se předkládat informace fundovaně a obsáhle zpracovávat aktuální témata s komentáři, rozhovory a anketou. Záběrem informovat čtenáře o dění v Církvi bratrské, ale také obecně o víře na scéně domácí i světové ekumeny. Přináší mimo jiné také příběhy lidí a rozhovory se známými i neznámými osobnostmi.